# Braives
Pour les articles ayant des titres homophones, voir Brève et Brèves.
Braives (en wallon Braive) est une commune francophone de Belgique située en Région wallonne dans la province de Liège.

## Géographie

### Sections de commune
| # | Nom              | Superf. (km²) | Habitants (2020) | Habitants par km² | Code INS |
| - | ---------------- | ------------- | ---------------- | ----------------- | -------- |
| 1 | Braives          | 7,14          | 1.486            | 208               | 64015A   |
| 2 | Tourinne         | 3,01          | 303              | 101               | 64015B   |
| 3 | Latinne          | 7,11          | 750              | 106               | 64015C   |
| 4 | Fallais          | 6,92          | 661              | 96                | 64015D   |
| 5 | Fumal            | 5,97          | 592              | 99                | 64015E   |
| 6 | Ville-en-Hesbaye | 6,58          | 743              | 113               | 64015F   |
| 7 | Ciplet           | 4,51          | 1.164            | 258               | 64015G   |
| 8 | Avennes          | 2,81          | 692              | 246               | 64015H   |

Certains de ces 8 villages ont un ou deux hameaux nommés Brivioulle (Braives), Pitet (Fallais), Hougnée et Foncourt (Fumal), Hosdent (Latinne).

### Communes limitrophes
|          | Hannut - Geer |                            |
| Hannut   | Braives       | Faimes Villers-le-Bouillet |
| Burdinne | Wanze         |                            |

### Hydrographie
La localité est traversée par la Mehaigne, un affluent de la Meuse.

## Démographie

### Démographie: Avant la fusion des communes
- Source: DGS recensements population

### Démographie: Commune fusionnée
En tenant compte des anciennes communes entraînées dans la fusion de communes de 1977, on peut dresser l'évolution suivante:
Les chiffres des années 1831 à 1970 tiennent compte des chiffres des anciennes communes fusionnées.
- Source: DGS , de 1831 à 1981=recensements population; à partir de 1990 = nombre d'habitants chaque 1 janvier[1]

## Histoire

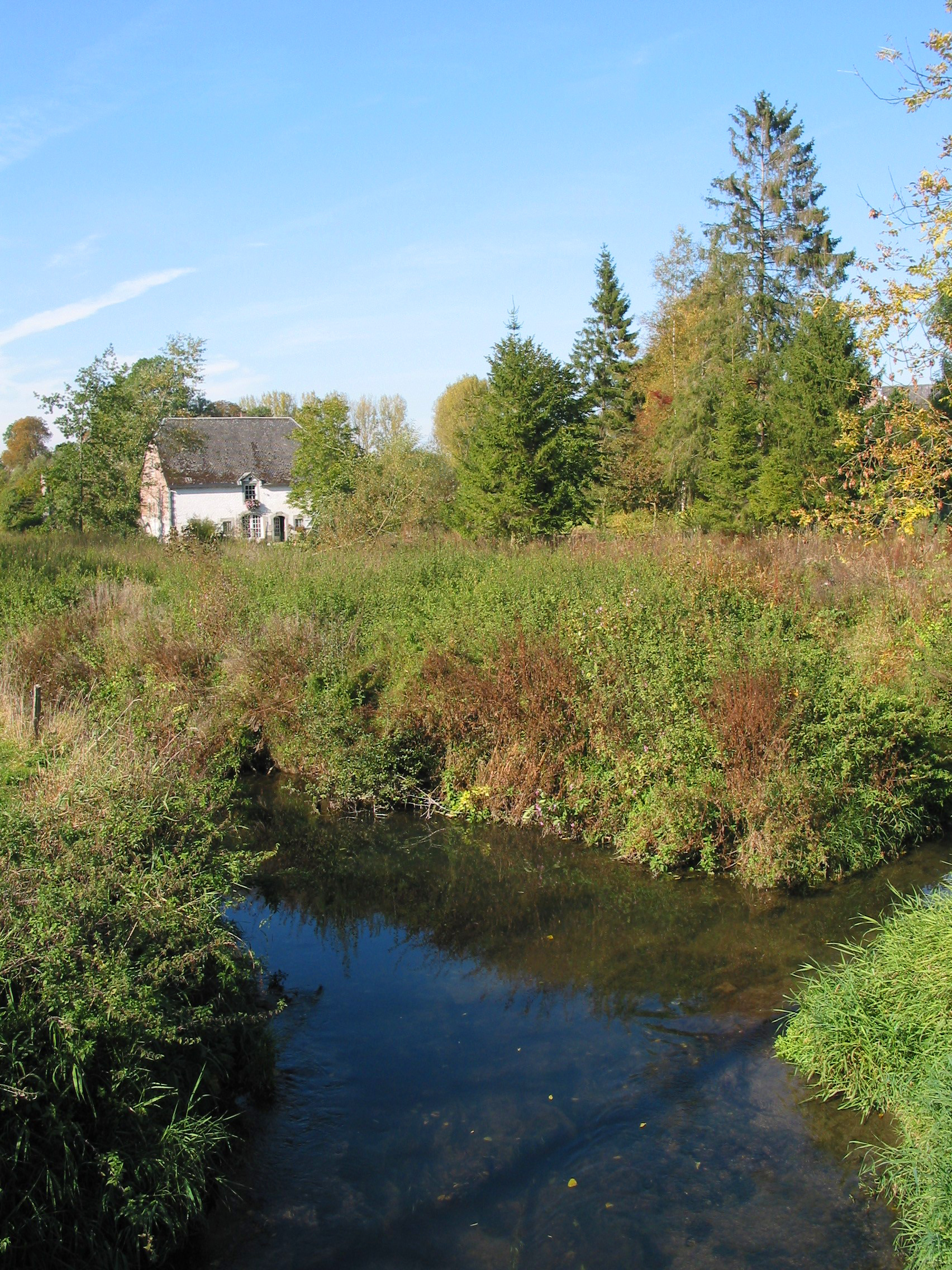
La Mehaigne et le vieux moulin.

Des traces de présence néandertalienne (Paléolithique moyen) sont relevées notamment sur l'entité de Latinne, comme le long de la plupart des affluents de la Meuse. 
À l'occasion de travaux de terrassement d'une nouvelle constructions « aux Golettes », une campagne de fouilles met au jour en 1974 des silex taillés ainsi que des céramiques relevant d'une occupation ultérieure.
Au Néolithique, le silex était exploité autour d'Avennes également, avec de nombreux vestiges de puits de 7 à 12 mètres de profondeur. Dès 1889, ces sites sont fouillés par le Cercle archéologique du Geer sous l'impulsion de son vice-président, Édouard Davin-Rigot.
En 1945, on découvre plusieurs squelettes complets remontant à cette époque dans ce qui semble être un atelier de taille du silex.
L'implantation de pratiques agricoles sédentarise les populations et des vestiges d'exploitations agricoles sont effectivement découverts (céramiques, verreries, meules...) remontant à l'âge du Bronze, mais ce n'est qu'à partir de l'époque romaine que des témoignages écrits (notamment la Table de Peutinger) attestent l'existence du vicus de Perniciacum, sur la chaussée romaine de Bavay à Cologne. 
Un diverticulum reliait celle-ci à la Meuse, par les rives de la Mehaigne. Le vicus se serait implanté au lieu-dit « les Sarrasins » après la construction de la chaussée. Des fouilles y sont menées depuis 1959, notamment par le Cercle archéologique Hesbaye-Condroz puis le centre de recherches d'archéologie de l'Université de Louvain (Pr. Raymond Brulet) dans les années 1970.
Après l'époque romaine, une nécropole mérovingienne partiellement détruite par l'exploitation carrière du mont Saint-Sauveur à Pitet confirme la continuité des activités humaines dans la région (le site du vicus étant manifestement délaissé). La fertilité de la terre hesbignonne n'y est pas étrangère. 
Le Moyen Âge voit la commune passer successivement sous la juridiction du comte de Moha, puis à celui de Namur (qui fortifia l'éperon rocheux de Fumal).
La région compte de nombreuses terres confiées à des congrégations religieuses parfois lointaines, et les familles en charge de les administrer s'ennoblissent progressivement ; ce pouvoir acquis se matérialisera par la construction de châteaux comme celui de Hosden(t) par un dénommé Nicolas Badin ou le Fallais.

## Héraldique
|  | La commune possède des armoiries qui lui ont été octroyées le 15 juillet 2003. Elles sont inspirées par un sceau trouvé sur une charte du 10 juillet 1339 du tribunal de Braives. Le château fait référence au château-fort de l'époque dans le village. Blasonnement : De gueules à un château fort à donjon d'argent Source du blasonnement : Heraldy of the World. |

## Politique et administration

### Collège et conseil communal 2024-2030
Ci-dessous, le tableau des résultats des élections communales de 2024.
| Parti | Parti         | Voix (2024) | Voix (2018) | % (2024) | % (2018) | +/-     | Sièges  | +/-  | Collège |
| ----- | ------------- | ----------- | ----------- | -------- | -------- | ------- | ------- | ---- | ------- |
|       | alternative   | 752         | -           | 17,42%   | -        | 0.0 %   | 2 / 17  | 2.0  | Non     |
|       | UC            | 2.084       | -           | 48,29%   | -        | 0.0 %   | 10 / 17 | 10.0 | Oui     |
|       | LdB           | 1.202       | -           | 27,85%   | -        | 0.0 %   | 5 / 17  | 5.0  | Non     |
|       | Braives blanc | 158         | -           | 3,66%    | -        | 0.0 %   | 0 / 17  | 0.0  | Non     |
|       | B.A.s.e.      | 120         | 917         | 2,78%    | 21,64%   | 18.86 % | 0 / 17  | 4.0  | Non     |
|       | ECOLO         | -           | 644.133     | -        | 15,15%   | 0.0 %   | - / 17  | 12.0 | Non     |
|       | PP            | -           | 85          | -        | 2,01%    | 0.0 %   | - / 17  | 0.0  | Non     |
|       | DéFI          | -           | 461         | -        | 10,88%   | 0.0 %   | - / 17  | 1.0  | Non     |
| Total | Total         | 4 316       | 645 596     | 100 %    | 100 %    |         | 17      |      |         |

| Collège communal   |                              |                  |
| ------------------ | ---------------------------- | ---------------- |
| Bourgmestre        | Xavier Lisein                | Les Engagés - UC |
| 1er Échevin        | Nicolas du Fontbaré de Fumal | Les Engagés - UC |
| 2e Échevin         | Olivier Orban                | Les Engagés - UC |
| 3e Échevine        | Jacques Riguelle             | UC               |
| 4e Échevin         | Malika Lebrun                | UC               |
| Présidente du CPAS | Nadine Heine                 | Les Engagés - UC |

### Vie politique depuis 1977
L'installation officielle du nouveau Conseil Communal de Braives, réalisée le 6 mai 1977, a consacré, d'une façon définitive la fusion des 8 communes avec à sa tête, Le Dr Pol GUILLAUME comme Bourgmestre, Joseph MEDART, au poste de 1er échevin, Albert HEINE, au poste de 2e échevin et Gaspard ISTA, au poste de 3e échevin.
Le Conseil communal était composé de Fernand PINEUR, Gilbert PONCELET, Jules THIRION, Henri MOUTON, René DUFOUR, Bernard BOXUS, Marcel COP, Mme Alice RENARD-MELON, Robert VRANKENNE, Léopold DERENNE et Aimé LEDURE.

## Lieux publics

### Cimetière
Le cimetière de Braives est situé place du Carcan. Paul Cartuyvels y est inhumé.

## Galerie

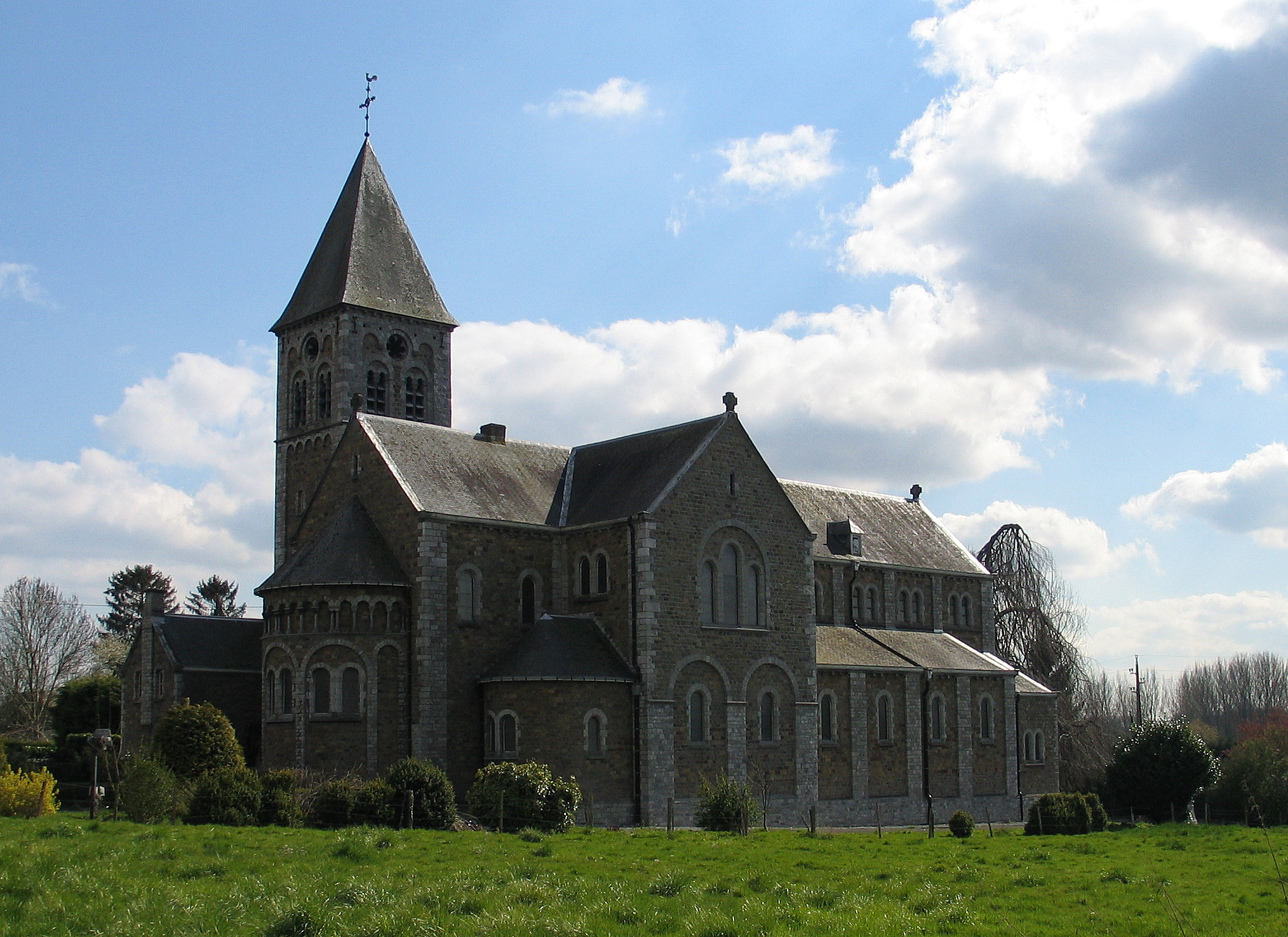
L'église de la Nativité de Notre-Dame.
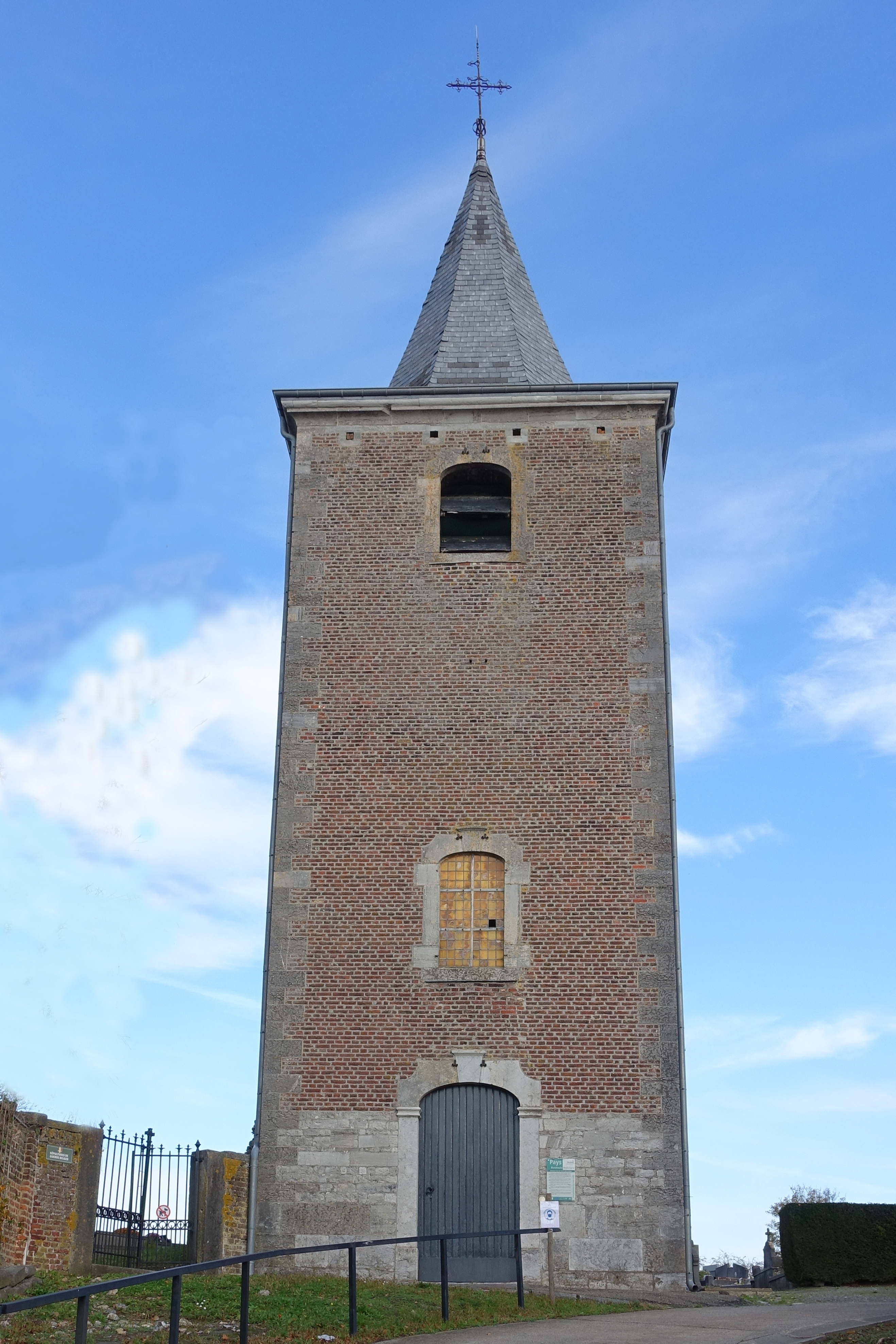
Ancienne tour de l'église.
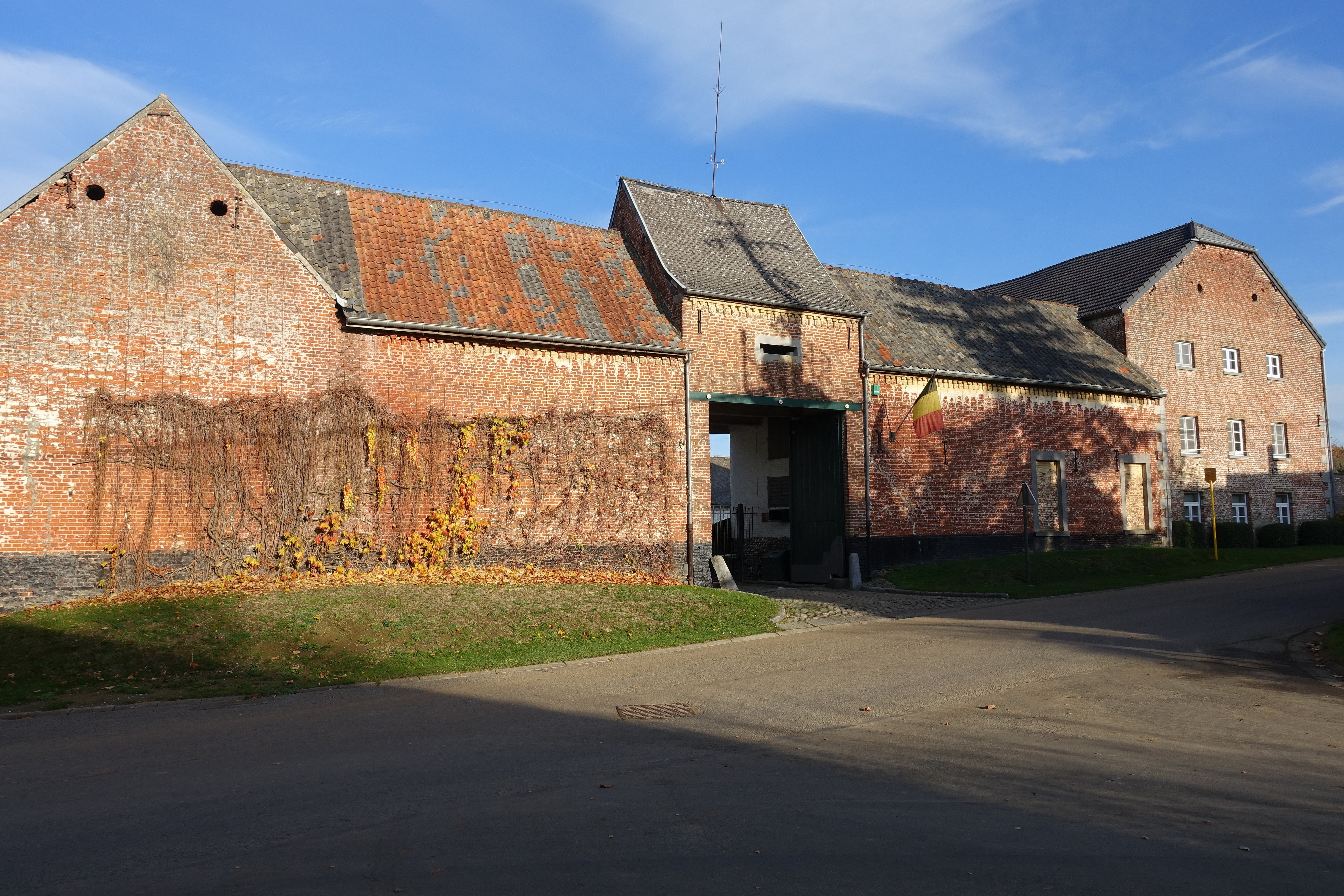
Ferme des Tilleuls.
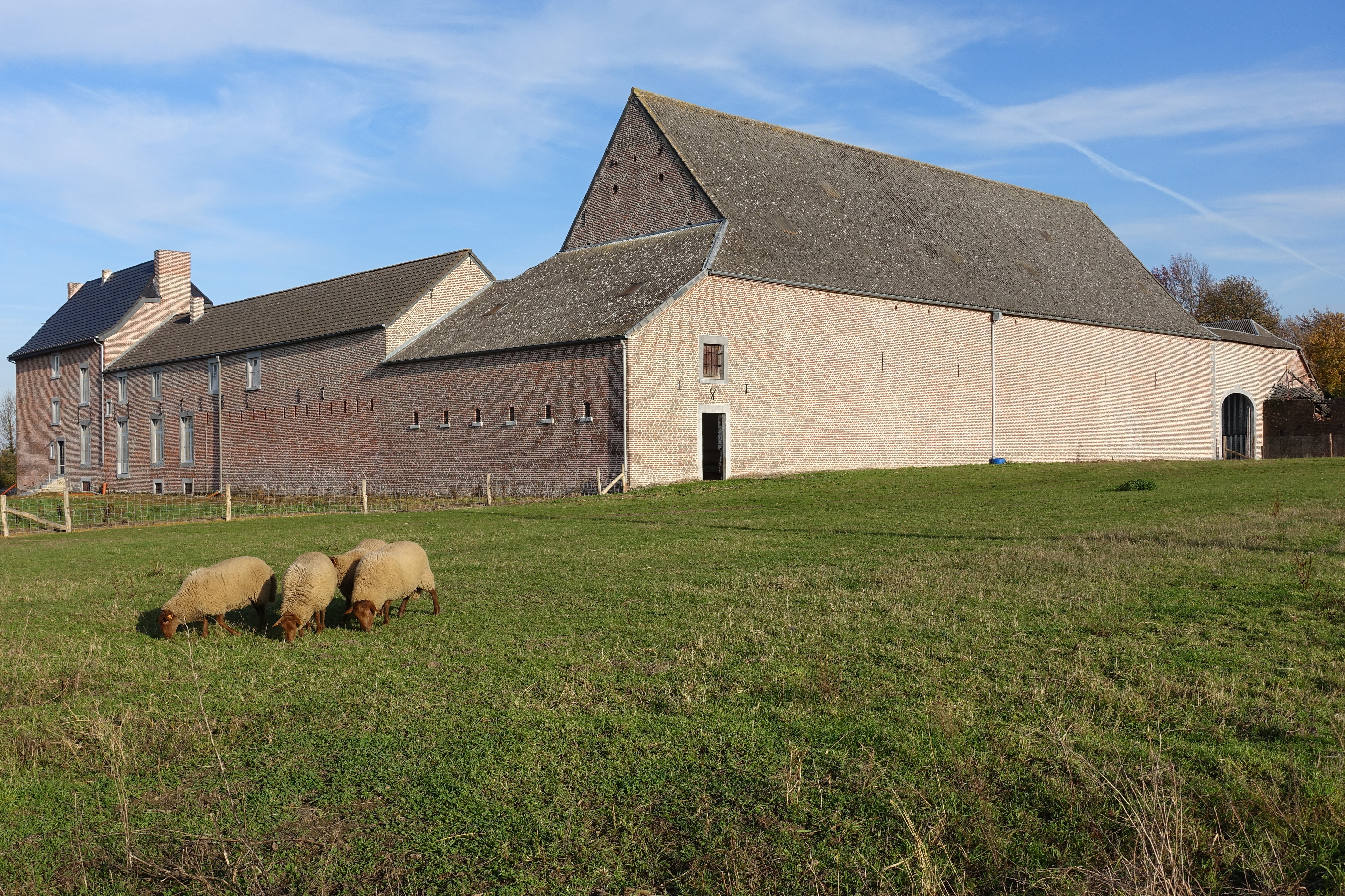
Quadrianglaire.

## Personnalités
- Pierre Hazette, homme politique et écrivain.
- Henri Mouton, homme politique.